# Портогруаро
Портогруаро (итал. Portogruaro) је насеље у Италији у округу Венеција, региону Венето.
Према процени из 2011. у насељу је живело 17468 становника. Насеље се налази на надморској висини од 3 м.

## Становништво
Према резултатима пописа становништва 2011. у општини је живело 25.140 становника.
| 1931.  | 1936.  | 1951.  | 1961.  | 1971.  | 1981.  | 1991.  | 2001.  | 2011.  |
| ------ | ------ | ------ | ------ | ------ | ------ | ------ | ------ | ------ |
| 17.228 | 18.425 | 21.945 | 20.840 | 22.814 | 24.440 | 24.760 | 24.571 | 25.140 |

## Партнерски градови
- Marmande
- Ejea de los Caballeros